# Spotlight (software)
 For alternative betydninger, se Spotlight. (Se også artikler, som begynder med Spotlight)
Spotlight er et metadata søgesystem til søgning på computeren, som har været en medfølgende del af Mac OS X styresystemet siden version 10.4, 29. april 2005. Ved at skabe et virtuelt billede af harddisken, er programmet designet til hurtigt at finde filer på computeren, heriblandt tekstdokumenter, billeder, musik og programmer. Derudover indeholder Spotlight også en funktion der gør det muligt at søge efter specifikke ord i tekstdokumenter, bogmærker og i browserens historik.
| Software | Spire Denne artikel om software og programmering er en spire som bør udbygges. Du er velkommen til at hjælpe Wikipedia ved at udvide den. |